# Konstantin Schneider
Konstantin Schneider (Frunze, URSS, 17 de febrero de 1975) es un deportista alemán que compitió en lucha grecorromana. Ganó dos medallas en el Campeonato Mundial de Lucha, plata en 2003 y bronce en 2005.
Participó en dos Juegos Olímpicos de Verano, ocupando el séptimo lugar en Atenas 2004 y el noveno lugar en Pekín 2008.

## Palmarés internacional
| Campeonato Mundial | Campeonato Mundial | Campeonato Mundial | Campeonato Mundial |
| Año                | Lugar              | Medalla            | Categoría          |
| ------------------ | ------------------ | ------------------ | ------------------ |
| 2003               | Créteil (Francia)  | Medalla de plata   | 74 kg              |
| 2005               | Budapest (Hungría) | Medalla de bronce  | 74 kg              |